# Edilázio Júnior
Edilázio Gomes da Silva Júnior, mais conhecido como Edilázio Júnior (São Luís, 4 de maio de 1981) é um advogado e político brasileiro filiado ao Partido Social Democrático (PSD). É genro de Ronald Sarney e de Nelma Sarney.

## Carreira política
Em 2010, foi eleito deputado estadual e apoiou Roseana Sarney pela coligação "O Maranhão não pode parar".
Em 2014, foi reeleito deputado estadual e apoiou Lobão Filho e Aécio Neves.
Em 2016, apoiou Wellington do Curso. Entretanto, seu partido optou por apoiar Eliziane Gama.
Atualmente, é um dos deputados de oposição ao governo Flávio Dino.
Nas eleições de 2018 foi eleito deputado federal e apoiou Roseana Sarney para o governo do Maranhão e Jair Bolsonaro para a presidência da república.
Nas eleições de 2022, não consegue obter a reeleição, tendo recebido 71.999 votos.